# Єджон (ван Чосону)
Єджон (кор. 예종, 睿宗, Yejong, Yejong); ім'я при народженні Лі Хван (кор. 이황, 李晄, I Hwang, I Hwang; 12 лютого 1450 — 31 грудня 1469) — корейський правитель, восьмий володар держави Чосон.
Посмертний титул — Яндо-теван, Сонхьо-теван .